# Evoluzione territoriale del Canada

Evoluzione animata dei confini e dei nomi delle province e dei territori del Canada

Questa è una cronologia dell'evoluzione territoriale dei confini del Canada, elencando ogni modifica alle frontiere interne ed esterne del paese.
Il Canada divenne una nazione autonoma in seno all'Impero britannico nel 1867, quando tre province del Nord America Britannico si unirono per formare una nuova nazione. Una di queste colonie si divise per formare due nuove province, altre tre province si unirono successivamente, e tre nuove province furono create dagli sconfinati territori interni ceduti al Canada da parte del Regno Unito. Prima di far parte della corona britannica, le province che componevano la nuova nazione del Canada furono parte delle colonie dell'Acadia e del Canada all'interno dei confini della Nuova Francia. Queste furono cedute alla Gran Bretagna nel corso di numerose guerre. L'influenza francese è rimasta, il francese è prima lingua del Québec, e resta tuttora una delle due lingue ufficiali del paese.
Le distese centrali del Canada erano originariamente regolate dalla Compagnia della Baia di Hudson del Regno Unito, che aveva un monopolio reale sul commercio nella regione; fu chiamata anche Terra di Rupert in onore del primo direttore della compagnia il Principe Rupert. La Compagnia del Nord-Ovest si trasferì in seguito in gran parte della regione, ma la concorrenza e l'ostilità tra le due società le costrinse ad una loro fusione. La colonia occidentale della Columbia Britannica rimase per un certo tempo condivisa con gli Stati Uniti entro i confini dell'Oregon, fino a che non fu fissato il confine definitivo lungo il 49º parallelo nord. L'influenza francese sulle regioni occidentali del Canada fu di gran lunga inferiore rispetto alle regioni orientali.
Dalla nascita del Canada, le sue frontiere esterne sono cambiate sei volte, passando da quattro province a dieci province e tre territori. Perse solo un piccolo territorio di frontiera con la disputa del Dominion di Terranova sul Labrador, ma che si è aggiunse al Canada poco tempo dopo.

## Annotazioni

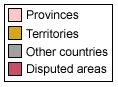
Chiave di lettura

- Nei Territori del Nord-Ovest erano presenti diversi distretti, ma uno di questi, il Distretto di Keewatin, ebbe a suo tempo uno status più elevato rispetto agli altri distretti. Grazie a questa unicità divenne indipendente dai Territori del Nord-Ovest. Nel 1905, fu però riassorbito e non ebbe più alcun statuto speciale. Venne definitivamente sciolto nel 1999, quando è stato creato il Nunavut.
- Le mappe utilizzate in questa pagina, per la semplicità, usano la versione moderna dei confini del Labrador. Per gran parte della sua storia, il Québec ha reclamato il Labrador fino alle sue coste, mentre Terranova reclamava una maggiore superficie.
- Le controversie di confine con l'Alaska non è inclusa; poiché sembrerebbe apparsa come una sottile striscia sulla mappa.

## Cronologia
1º luglio 1867

Il Dominion del Canada si forma da tre province del Nord America britannico: la Provincia del Canada, che è stata suddivisa nelle province di Ontario e Québec, e le colonie di New Brunswick e Nuova Scozia.
15 luglio 1870

Il Regno Unito cede la maggior parte dei suoi territori Nord Americani al Canada: La Terra di Rupert e i Territori del Nord-occidentali diventano i Territori del Nord-Ovest. Il Rupert's Land Act del 1868 trasferì la regione al Canada nel 1869, ma fu effettivo solo nel 1870, quando vennero pagate 300.000 sterline alla Compagnia della Baia di Hudson. A quel tempo risale il Manitoba Act, con il quale una piccola regione che circondava la città di Winnipeg divenne la provincia del Manitoba.
20 luglio 1871

La colonia britannica della Columbia Britannica divenne una provincia.
1º luglio 1873

La colonia britannica dell'Isola del Principe Edoardo divenne una provincia.
1874

I confini dell'Ontario vennero provvisoriamente estesi a nord e ad ovest, anticipando il futuro sviluppo e la crescita della popolazione.
12 aprile 1876

Il Distretto di Keewatin venne creato in una zona centrale dei Territori del Nord-Ovest.
1º settembre 1880

Il Regno Unito cede al Canada le sue isole artiche, che divennero parte dei Territori del Nord-Ovest.
1º luglio 1881

Ampliati i confini del Manitoba, gran parte dei quali contesi dall'Ontario.
1886

Il confine sud del distretto di Keewatin venne corretto.
1889

I territori contesi tra Manitoba e Ontario vennero assegnati a all'Ontario, i cui confini si ampliarono verso ovest e verso nord.
1895

Il Distretto di Keewatin si allargò ad est.
13 giugno 1898

Venne creato il territorio dello Yukon da parte dei Territori del Nord-Ovest, e le frontiere del Québec si ampliarono verso nord.
1901

Il confine orientale dello Yukon venne corretto.
1º settembre 1905

Le province dell'Alberta e del Saskatchewan vennero create da parte dei Territori del Nord-Ovest e il distretto di Keewatin, venne riassegnato ai Territori del Nord-Ovest.
15 maggio 1912

Manitoba, Ontario, Québec si allargarono occupando i loro odierni confini. Nel 1907 alla colonia britannica di Terranova fu concessa l'indipendenza.
11 marzo 1927

Un tribunale britannico decise la questione del confine tra il Labrador e il Québec a favore del Labrador, trasferendo una piccola porzione di terra dal Canada al Dominion di Terranova.
31 marzo 1949

Il Dominion di Terranova con il Labrador entrano a far parte del Canada con il nome di provincia di Terranova.
1º aprile 1999

Il territorio del Nunavut si divide dai Territori del Nord-Ovest. Inoltre, il 6 dicembre 2001, il nome della provincia di Terranova cambiò in Terranova e Labrador, dando vita all'odierna situazione del Canada.